# Testis unus, testis nullus
Testis unus, testis nullus (lit. «único testigo, ningún testigo») es un adagio legal en latín que describe la invalidez testimonial a causa de provenir de un único testigo, sin declaraciones de otras personas que puedan corroborar, contradecir o validarlo.
Dentro de la historia, el uso de la regla del testis unus ha sido recopilada en la Digesto, citando a Domicio Ulpiano «ubi numerus testium non adicitur, etiam duo sufficient ("donde no se exprese el número de testigos, bastarán dos")». así mismo, a Paulo: «unius testimonio non esse credendum ("no se debe dar crédito a un único testimonio")»